# Computer-aided engineering
CAE (англ. Computer-aided engineering) — общее название для программ и программных пакетов, предназначенных для решения различных инженерных задач: расчётов, анализа и симуляции физических процессов. Расчётная часть пакетов чаще всего основана на численных методах решения дифференциальных уравнений (см.: метод конечных элементов, метод конечных объёмов, метод конечных разностей и др.).
Современные системы инженерного анализа (или системы автоматизации инженерных расчётов) (CAE) применяются совместно с CAD-системами (зачастую интегрируются в них, в этом случае получаются гибридные CAD/CAE-системы).
CAE-системы — это разнообразные программные продукты, позволяющие при помощи расчётных методов (метод конечных элементов, метод конечных разностей, метод конечных объёмов) оценить, как поведёт себя компьютерная модель изделия в реальных условиях эксплуатации. Помогают убедиться в работоспособности изделия, без привлечения больших затрат времени и средств.
В русском языке есть термин САПР, который подразумевает CAD/CAM/CAE/PDM.

## История развития
Историю развития рынка CAD/CAM/CAE-систем можно достаточно условно разбить на три основных этапа, каждый из которых длился, примерно, по 10 лет.
Первый этап начался в 1970-е годы. В ходе его был получен ряд научно-практических результатов, доказавших принципиальную возможность проектирования сложных промышленных изделий. Во время второго этапа (1980-е) появились и начали быстро распространяться CAD/CAM/CAE-системы массового применения. Третий этап развития рынка (с 1990-х годов до настоящего времени) характеризуется совершенствованием функциональности CAD/CAM/CAE-систем и их дальнейшим распространением в высокотехнологичных производствах (где они лучше всего продемонстрировали свою эффективность).
На начальном этапе пользователи CAD/CAM/CAE-систем работали на графических терминалах, присоединённых к мейнфреймам производства компаний IBM и Control Data, или же мини-ЭВМ DEC PDP-11 и Data General Nova. Большинство таких систем предлагали фирмы, продававшие одновременно аппаратные и программные средства (в те годы лидерами рассматриваемого рынка были компании Applicon, Auto-Trol Technology, Calma, Computervision и Intergraph). У мейнфреймов того времени был ряд существенных недостатков. Например, при разделении системных ресурсов слишком большим числом пользователей нагрузка на центральный процессор увеличивалась до такой степени, что работать в интерактивном режиме становилось трудно. Но в то время пользователям CAD/CAM/CAE-систем ничего, кроме громоздких компьютерных систем с разделением ресурсов (по устанавливаемым приоритетам), предложить было нечего, так как микропроцессоры были ещё весьма несовершенными. По данным Dataquest, в начале 1980-х стоимость одной лицензии CAD-системы доходила до 90 000 долл.
Развитие приложений для проектирования шаблонов печатных плат и слоёв микросхем сделало возможным появление схем высокой степени интеграции (на базе которых и были созданы современные высокопроизводительные компьютерные системы). В течение 1980-х годов был осуществлён постепенный перевод CAD-систем с мейнфреймов на персональные компьютеры (ПК). В то время ПК работали быстрее, чем многозадачные системы, и были дешевле.
В начале 1980-х годов произошло расслоение рынка CAD-систем на специализированные секторы. Электрический и механический сегменты CAD-систем разделились на отрасли ECAD и MCAD. Разошлись по двум различным направлениям и производители рабочих станций для CAD-систем, созданных на базе ПК:
- часть производителей сориентировалась на архитектуру IBM PC на базе микропроцессоров Intel х86;
- другие производители предпочли ориентацию на архитектуру Motorola (ПК её производства работали под управлением ОС Unix от AT&T, ОС Macintosh от Apple и Domain OS от Apollo Computer).

Производительность CAD-систем на ПК в то время была ограничена 16-разрядной адресацией микропроцессоров Intel и MS-DOS. Вследствие этого, пользователи, создающие сложные твердотельные модели и конструкции, предпочитали использовать графические рабочие станции под ОС Unix с 32-разрядной адресацией и виртуальной памятью, позволяющей запускать ресурсоёмкие приложения.
К середине 1980-х годов возможности архитектуры Motorola были полностью исчерпаны. На основе передовой концепции архитектуры микропроцессоров с усечённым набором команд RISC были разработаны новые процессоры для рабочих станций под ОС Unix (например, Sun SPARC). Архитектура RISC позволила существенно повысить производительность CAD-систем.
С середины 1990-х годов развитие микротехнологий позволило компании Intel удешевить производство своих транзисторов, повысив их производительность. Вследствие этого появилась возможность для успешного соревнования рабочих станций на базе ПК с RISC/Unix-станциями. Системы RISC/Unix были широко распространены во 2-й половине 1990-х годов, и их позиции все ещё сильны в сегменте проектирования интегральных схем. Зато сейчас Windows NT и Windows 2000 практически полностью доминируют в областях проектирования конструкций и механического инжиниринга, проектирования печатных плат и др. По данным Dataquest и IDC, начиная с 1997 года рабочие станции на платформе Windows NT/Intel (Wintel) начали обгонять Unix-станции по объёмам продаж. За прошедшие с начала появления CAD/CAM/CAE-систем годы стоимость лицензии на них снизилась до нескольких тысяч долларов (например, 6000 долл. у Pro/Engineer).

## Направления и этапы CAE
Основные направления CAE включают в себя:
- Анализ напряжения на деталях и сборках с использованием анализа методом конечных элементов (FEA);
- Анализ теплового и жидкостного потока. Вычислительная гидродинамика (CFD);
- Многотельная динамика (MBD) и кинематика;
- Инструменты анализа для моделирования процессов для таких операций, как литьё, формование и штамповка.
- Оптимизация продукта или процесса.

В общем, в любой задаче компьютерного проектирования есть три этапа:
- Предварительная обработка - определение модели и факторов окружающей среды, которые будут применены к ней. (обычно это модель конечных элементов, но также используются методы фасетов, вокселей и тонких листов)
- Анализ и решение (обычно выполняется на мощных компьютерах)
- Постобработка результатов (с использованием инструментов визуализации)

Этот цикл повторяется, часто много раз, вручную или с использованием программного обеспечения для оптимизации.

## CAE в автомобильной промышленности
Инструменты CAE очень широко используются в автомобильной промышленности. Фактически, их использование позволило автопроизводителям сократить затраты и время на разработку продукта, одновременно повышая безопасность, комфорт и долговечность производимых ими автомобилей. Способность CAE к прогнозированию достигла такого уровня, что большая часть проверки проекта теперь выполняется с использованием компьютерного моделирования (диагностики), а не физического тестирования прототипа. Надежность CAE основана на всех надлежащих допущениях в качестве входных данных и должна идентифицировать критические входные данные. Несмотря на то, что в CAE много достижений, и метод широко используется в области разработки, физическое тестирование все ещё необходимо. Он используется для проверки и обновления модели, для точного определения нагрузок и граничных условий и для окончательного согласования с прототипом.

## Будущее CAE в процессе разработки продукта
Несмотря на то, что CAE завоевал прочную репутацию в качестве инструмента для проверки, устранения неполадок и анализа, все ещё существует мнение, что достаточно точные результаты приходят довольно поздно в цикле проектирования, чтобы реально управлять проектом. Можно ожидать, что это станет проблемой, поскольку современные продукты становятся все более сложными. Они включают интеллектуальные системы, что приводит к увеличению потребности в многофизическом анализе, включая элементы управления, и содержит новые легкие материалы, с которыми инженеры часто менее знакомы. Компании и производители программного обеспечения CAE постоянно ищут инструменты и усовершенствования процессов, чтобы изменить эту ситуацию. Что касается производителей программного обеспечения, то они постоянно стремятся разрабатывать более мощные решатели, лучше использовать компьютерные ресурсы и включать инженерные знания в области предварительной и последующей обработки. Со стороны процесса они пытаются добиться лучшего согласования между 3D CAE, 1D System Simulation и физическим тестированием. Это должно повысить реалистичность моделирования и скорость расчёта. Кроме того, осуществляются попытки лучше интегрировать CAE в общее управление жизненным циклом продукта. Таким образом, могут быть связаны дизайн продукта с функциональностью продукта, что является обязательным условием для интеллектуальных продуктов. Такой усовершенствованный инженерный процесс называется аналитическим прогнозированием.